# Biology
Biology è un singolo del gruppo musicale pop britannico Girls Aloud pubblicato nel 2005 dall'etichetta discografica Polydor, secondo estratto dall'album Chemistry.

## Il disco
Il disco segnò il ritorno del gruppo musicale tra le prime cinque posizioni della classifica britannica, in quanto con il precedente Long Hot Summer non aveva superato la settima posizione. Il singolo, che conteneva la b-side Nobody but You, è entrata anche nella classifica dei singoli australiana.
Nel settembre del 2006 il singolo seguì le orme dei precedenti No Good Advice e Wake Me Up vincendo il premio Popjustice £20 Music Prize battendo i Muse con Supermassive Black Hole e Push the Button delle Sugababes.
Peter Cashmore, scrittore del quotidiano britannico "The Guardian", l'ha descritto come miglior singolo pop del decennio.
La canzone è stata scritta da Miranda Cooper, Brian Higgins, Tim Powell, Lisa Cowling, Giselle Sommerville e prodotta da Brian Higgins insieme agli Xenomania.
Il video della canzone è composto unicamente da scene di gruppo. Le ragazze infatti ballano in una scenografia che varia nel corso della canzone e indossano abiti molto eleganti.

## Tracce
CD UK (Polydor / 9875296)
1. Biology – 3:34
2. The Show  (Tony Lamezma Club Mix) – 5:46

CD UK (Polydor / 9875297)
1. Biology – 3:34
2. Nobody but you – 4:10
3. Biology (Tony Lamezma Remix) – 5:15
4. Biology (Video) – 3:34
5. Biology (Karaoke Video) – 3:34
6. Biology (Game)

## Classifiche
| Classifica (2006) | Posizione raggiunta |
| ----------------- | ------------------- |
| Regno Unito       | 4                   |
| Irlanda           | 7                   |
| Australia         | 26                  |